# 毛叶知风草
毛叶知风草（学名：Eragrostis pilosiuscula），又名有毛画眉草，为禾本科画眉草属下的一个种。該物種葉片為長線形，寬約1.5毫米，主要分佈於台灣新竹與澎湖。

## 扩展阅读
- 維基物種上的相關：毛叶知风草